# Biomphalaria glabrata
Biomphalaria glabrata é uma espécie de caramujo da família Planorbidae, hospedeiro intermediário do Schistosoma mansoni causador da doença chamada esquistossomose, introduzida no Brasil-colônia por africanos. Este parasito encontrou alta suscetibilidade por parte de Biomphalaria glabrata sendo, portanto, o mais importante transmissor da doença.

## Características
Possui concha espiral de forma plana, característica dos planorbídeos. Mede de 3 a 4 cm de diâmetro e apresenta uma depressão central em cada face da concha que possui cor amarronzada. 

## Habitat
B.glabrata é uma espécie aquática e habita ambientes de água doce, principalmente em lagoas, canais e valas de irrigação e em pequenos cursos de água. 

## Ocorrência
B.glabrata é nativo do Brasil. Ocorre no sudeste da Bahia, norte do Espírito Santo e centro-leste de Minas Gerais. O caramujo ocorre em menor número  nas zonas quentes e úmida de Sergipe, Alagoas, Pernambuco, Paraíba, Rio Grande do Norte, Maranhão, Pará, Goiás, Rio de Janeiro, São Paulo e Paraná. Há notícias de que recentemente foram introduzidos em algumas regiões dos Estados Unidos. 

## Hábitos
Tem hábitos aquáticos e pode colonizar grande rios e lagoas, mas a correnteza e pequenas ondas formadas pelos ventos dificultam a vida do molusco nestes locais. 

## Alimentação
B.glabrata é herbívoro. Alimenta-se de algas finas de água doce, tais como as algas-pardas, e das partes macias das plantas vasculares aquáticas. 

## Reprodução
O caramujo é hermafrodita e dispõe de ao menos quatro opções de reprodução como autofecundação, fecundação cruzada, transferência de certa quantidade de seus espermatozóides a um parceiro e  fertilização dos óvulos de um parceiro com espermatozóides de outro. Dezenas de ovos envolvidos por uma capa protetora são depositados sob as folhas de plantas aquáticas, geralmente à noite. O desenvolvimento é direto.